# Homer na suchu
Homer na suchu (v anglickém originále Duffless) je 16. díl 4. řady (celkem 75.) amerického animovaného seriálu Simpsonovi. Scénář napsal David M. Stern a díl režíroval Jim Reardon. V USA měl premiéru dne 18. února 1993 na stanici Fox Broadcasting Company a v Česku byl poprvé vysílán 30. prosince 1994 na stanici ČT1.

## Děj
Při snídani Líza ukáže rodině svůj projekt pro nadcházející vědecký veletrh – rajče vylepšené steroidy, které by mělo vyléčit hlad ve světě. Ve škole, tři dny před veletrhem, nechá Líza své rajče na chvíli v Bartově péči a ten ho hodí řediteli Skinnerovi na zadek. Když se Líza vrátí, je rozzuřená. Požádá Marge o pomoc a ta jí navrhne, aby křečka prohnala bludištěm. Líze se ten nápad líbí, ale místo toho postaví křečka proti Bartovi, aby zjistila, kdo je chytřejší. Po dvou snadných testech vede křeček 2:0. Bart později odhalí její plány, jak ho na veletrhu ponížit, a předejde jim vlastním projektem „Umí křečci létat letadlem?“, v němž ukáže svého křečka v kokpitu miniaturního letadla. Navzdory Lízině námitce ohledně nedostatku vědeckého přínosu jsou všichni rozptýleni tím, jak je křeček roztomilý, a pyšný Skinner předá Bartovi vítěznou stuhu. 
Mezitím se Homer vytratí dříve ze Springfieldské jaderné elektrárny a doprovází Barneyho na prohlídku pivovaru Duff. Poté Homer odmítne nechat opilého Barneyho řídit domů a donutí ho odevzdat klíče. Cestou z parkoviště jejich auto zastaví policejní náčelník Wiggum spolu s Eddiem a Louem. Provedou u Homera dechovou zkoušku, kterou neprojde. Je zatčen, přijde o řidičský průkaz a musí navštěvovat dopravní školu a setkání anonymních alkoholiků. V posteli dá Marge Homerovi kvíz z časopisu o jeho pití. Když slyší Homerovy odpovědi, požádá ho, aby se na měsíc vzdal piva, a on souhlasí. Ze schůzky anonymních alkoholiků je vyhozen, když se přizná, že se pokoušel sníst pivem potřísněnou hlínu pod tribunami fotbalového stadionu, ale vykazuje další pozitivní změny, jako je zhubnutí, úspora přes 100 dolarů a nepocení se při jídle. Po třiceti dnech střízlivosti se Homer navzdory mnoha pokušením vrací k Vočkovi na pivo, ale po soustavném hodnotícím pohledu na Barneyho a ostatní barové povaleče odchází. S Marge jedou na kole do západu slunce a zpívají si „Raindrops Keep Fallin' on My Head“.

## Produkce
Nápad s Bartovým paprskem go-go byl převzat z úvodních titulků seriálu Jonny Quest. Mike Reiss uvedl, že nechtěli ukázat křečka, který je v šoku, ale museli to udělat kvůli zápletce. První věta, kterou Richard Nixon řekne během reklamy na Duff, byla doslovně převzata z debaty Kennedy–Nixon během prezidentské kampaně v roce 1960. V lahvích Duffu je mimo jiné vidět hlava Adolfa Hitlera, která projíždí kolem, když kontrolor kvality nedává pozor. Název filmu Troye McClurea pro výuku autoškoly Alice's Adventures Through the Windshield Glass nadhodil Frank Mula.
V epizodě se poprvé objevila Sarah Wiggumová. Díl také obsahuje dvouvteřinový úryvek záběrů z epizody Ďábelský Bart – detailní záběr na Homera, který se tváří zklamaně a říká „D'oh!“, když je zatčen.

## Kulturní odkazy
Když se Bart natáhne pro dortíky a zkolabuje, jedná se o parodii na scénu z filmu Mechanický pomeranč, kde hlavní postava Alex sahá na ženská prsa. Hodiny Duff jsou parodií na hodiny jízda lodí po vodě nazývanou „It's a Small World“. V televizní reklamě Duff vedla skupina žen protest proti sexismu před budovou McMahon and Tate, což je odkaz na reklamní agenturu ze seriálu Bewitched. Scéna ke konci, kdy Vočko ukazuje na jednotlivé zákazníky a prohlašuje, že se „vrátí“, načež ukáže směrem k divákovi (později se pomocí střihu ukáže, že je to Barney) a osloví ho, je parodií na konec filmu Reefer Madness. Závěrečná scéna, kdy Homer a Marge jedou na kole do dálky, zpívajíce si píseň „Raindrops Keep Fallin' on My Head“, je odkazem na film Butch Cassidy a Sundance Kid. Homerova píseň „It was a Very Good Beer“ je zpívána na melodii písně „It Was a Very Good Year“ z roku 1961; jedním z jejích textů je Homerovo prohlášení, že zůstal vzhůru a poslouchal hudbu britské skupiny Queen. Bart sedící v křesle a hladící křečka je odkazem na postavu Jamese Bonda Ernsta Stavro Blofelda, který v křesle hladí kočku.

## Přijetí
Díl se vysílal v únoru a skončil na 19. místě v týdenní sledovanosti v týdnu od 15. do 21. února 1993 s ratingem Nielsenu 15,2 a byl sledován ve 14,2 milionech domácností. Byl to nejlépe hodnocený pořad stanice Fox Network v tomto týdnu.
Autoři knihy I Can't Believe It's a Bigger and Better Updated Unofficial Simpsons Guide, Warren Martyn a Adrian Wood, uvedli: „Vynikající díl s upřímným poselstvím. Homer je po celou dobu vynikající, ale jsou to camea ředitele Skinnera a Edny Krabappelové, která si kradou show, zejména reakce druhé jmenované na Milhouseovu pružinu.“.
Časopis Entertainment Weekly zařadil epizodu na jedenácté místo svého seznamu pětadvaceti nejlepších dílů seriálu Simpsonovi.